# Stadtwerke Jena
Die Stadtwerke Jena GmbH (Stadtwerke Jena) ist ein kommunales Energiedienstleistungsunternehmen mit Sitz in Jena, Thüringen, das 1991 gegründet wurde.
Die Gesellschaft bildet zusammen mit ihren Tochterunternehmen die Stadtwerke Jena Gruppe, die für die Stadt Jena sowie für weitere Städte und Gemeinden in Jena, Pößneck und der umliegenden Region zuständig ist.
Zu den Aufgabenbereichen der Gruppe gehören insbesondere Energiedienstleistungen (Strom, Erdgas, Fernwärme, Photovoltaik, Elektromobilität), Serviceleistungen rund ums Wohnen sowie die Bereiche Nahverkehr und Bäder und Freizeit.

## Geschichte

### Vorgeschichte
1861 versuchten Jenas Oberbürgermeister Schenk und der Stadtrat vergeblich, die Dessauer Gasgesellschaft Contigas zum Bau einer Gasbeleuchtung für Jena zu bewegen. Daraufhin gründeten sie 1862 ein eigenes städtisches Unternehmen zur Gasversorgung und errichteten auf dem von der Stadt erworbenen Gelände vor dem Zwätzentor in der Saalbahnhofstraße ein Gaswerk. Das erste Gaswerk in Jena versorgte ein sechs Kilometer langes Rohrnetz und die jährliche Gasabnahme betrug 60.000 Kubikmeter.
Nach 30 Jahren war die Kapazität des ersten Gaswerks erschöpft, weshalb 1892 ein zweites Gaswerk in der Saalbahnhofstraße und 1905 ein drittes in der Löbstedter Straße in Betrieb genommen wurden. Das stetige Wachstum des Netzes ermöglichte es bald, auch die Gebiete außerhalb des Stadtzentrums, einschließlich Lichtenhain, Wenigenjena, Ziegenhain, Burgau, Winzerla, Löbstedt, Zwätzen und Lobeda, mit Gas zu versorgen. Im Jahr 1965 wurde die Gasproduktion eingestellt und das Stadtgas durch Ferngas abgelöst.
1902 wurden im Zusammenhang mit dem Bau der Straßenbahn die Jenaer Elektrizitätswerke gegründet. Sie bestanden aus zwei unabhängigen Unternehmen – eines für den städtischen Verkehr und das andere für die Stromversorgung. Das Stromversorgungsunternehmen ging später in der Thüringer Energie AG (TEAG) auf.

### Gründung und Entwicklung
Am 23. April 1991 gründete der damalige Jenaer Oberbürgermeister Peter Röhlinger nach zähem Ringen zwischen Stadtrat und Treuhandanstalt um die Rückübertragung der volkseigenen Energieanlagen ein eigenes Energieversorgungsunternehmen – die Stadtwerke Jena GmbH.
Das Unternehmen wurde von ihren Gesellschaftern – der Stadt Jena (51 Prozent) und der Saarberg Fernwärme GmbH (49 Prozent) – beim Thüringer Wirtschaftsministerium angemeldet. Die beiden Geschäftsführer Martin Fürböck und Till Noack übernahmen zusammen mit zwei Sekretärinnen den Aufbau der Stadtwerke in einem Büro in der Schomerusstraße 15 in Winzerla.
Zwischen 1991 und 1992 stellten die Stadtwerke insgesamt 30.000 Hausanschlüsse von Ferngas auf das Erdgas um, wodurch Jena zur ersten erdgasversorgten Großstadt in Thüringen wurde.
1992 übernahmen die Stadtwerke die Fernwärmeversorgung von der Städtischen Wohnungsbau- und Verwaltungsgesellschaft (SWVG) sowie die Gasversorgung für Jena. 1993 übernahmen sie die kaufmännische und technische Betriebsführung für den Wasser- und Abwasserzweckverband und erhielten die vertragliche Grundlage, um 1994 alle örtlichen Versorgungsanlagen für Strom und Fernwärme zu übernehmen. Zu dieser Zeit hatte das Unternehmen seinen Sitz in einem gemieteten Gebäude in Göschwitz, bevor der Vertrag für den Bau des neuen Stadtwerke-Gebäudes an der Rudolstädter Straße in Winzerla im Jahr 2000 abgeschlossen wurde. Am 1. Januar 2000 fusionierten die Stadtwerke mit den Stadtwerken Pößneck zum neuen Unternehmen Stadtwerke Jena-Pößneck GmbH.
In den Jahren 2012–2014 verzeichneten die Stadtwerke den größten Netz- und Anlagenzuwachs, nachdem sie den Konzessionszuschlag für das Jenaer Umland erhalten hatten, einschließlich der Netze bis Camburg, Kahla, Bürgel und Hermsdorf.

## Unternehmensstruktur
Geschäftsführer der Stadtwerke Jena GmbH sind Claudia Budich und Tobias Wolfrum. Die Gesellschaft hatte 2021 einen Umsatz von 368,9 Mio. Euro und beschäftigte 1.618 Mitarbeiter. Sie ist ansässig in Jena. Die Stadtwerke Jena GmbH ist eine hundertprozentige kommunale Gesellschaft, welche als Beteiligungsholding fungiert und die öffentlichen Daseinsvorsorge-Unternehmen sowie fiskalisierte Gesellschaften der Stadt Jena verwaltet.
Die Stadtwerke Jena GmbH hat an den folgenden Gesellschaften unmittelbaren Anteilsbesitz:
- Jenaer Nahverkehr GmbH (95 %)[9]
- Jenaer Bäder und Freizeit GmbH (100 %)
- Stadtwerke Energie Jena-Pößneck GmbH (72 %)
- JenA4 GmbH (67 %)
- Service Gesellschaft Jena mbH (SGJ) (100 %)
- Verkehrslandeplatz Jena Schöngleina GmbH (50 %)

Die Stadtwerke Jena GmbH besitzt mittelbaren Anteil an den folgenden Gesellschaften:
- Jenawohnen GmbH (94 %)
- Stadtwerke Jena Netze GmbH (100 %)
- Biogas Jena GmbH & Co. KG (50 %)
- Biogas Milda GmbH & Co. KG (50 %)
- Wohndienstjena GmbH (100 %)
- ASI Anlagen, Service, Instandhaltung GmbH (100 %)
- Varys. Gesellschaft für Software und Abrechnung mbH (100 %)
- Job Jenaer Objektmanagement- und Betriebsgesellschaft mbH (94,5 %)
- Biogas Jena Beteiligungs GmbH (100 %)
- THS Technischer Hausservice GmbH (100 %)
- JEnergie (100 %, Gesellschafter ist die Stadtwerke Energie Jena-Pößneck)

### Tochtergesellschaften
Die Stadtwerke Jena GmbH hat sieben Tochtergesellschaften.

#### Stadtwerke Energie Jena-Pößneck GmbH
Die Stadtwerke Energie Jena-Pößneck GmbH (Stadtwerke Energie) ist eine Gesellschaft mit mehreren Geschäftsbereichen, die den Vertrieb von Strom und Erdgas sowie Fernwärme umfassen. Darüber hinaus ist sie für den Betrieb und die Errichtung von Erzeugungsanlagen verantwortlich.
Die Stadtwerke Energie sind direkt oder über ihre Tochtergesellschaften in den Bereichen Ver- und Entsorgung, Wohnungswirtschaft, Facilitymanagement, Anlageninstandhaltung, Softwareentwicklung und -betreuung sowie weiteren Dienstleistungen tätig.
An der Gesellschaft sind die Stadtwerke Jena mit 72,1 %, die Thüga AG mit 20,0 %, die Stadtmarketing Pößneck GmbH mit 5,9 % und die BürgerEnergie Jena eG mit 2,0 % beteiligt.
Die Stadtwerke Energie Jena-Pößneck GmbH hat folgende direkte Tochtergesellschaften:
- Stadtwerke Jena Netze GmbH
- Jenawohnen GmbH
- Job Jenaer Objektmanagement- und Betriebsgesellschaft mbH
- ASI Anlagen, Service, Instandhaltung GmbH (ASI)
- Varys. Gesellschaft für Software und Abrechnung mbH
- Biogas Jena Beteiligungs GmbH
- Biogas Milda GmbH & Co. KG
- Biogas Jena GmbH & Co. KG
- jENERGIE GmbH

Darüber hinaus halten die Stadtwerke Energie Beteiligungen u. a. an den folgenden Gesellschaften:
- TV Produktions- und Betriebsverwaltungs GmbH (Jena TV)
- TV Produktions- und Betriebsgesellschaft mbH & Co. KG (Jena TV KG)
- Trianel GmbH
- Trianel Windkraftwerk Borkum GmbH & Co. KG (TWB)
- Thüga Erneuerbare Energien GmbH & Co. KG (THEE)
- Trianel Onshore Windkraftwerke GmbH & Co. KG (TOW)
- Trianel Wind und Solar GmbH & Co. KG (TWS)

Die Stadtwerke Energie haben im Jahr 2003 die Klimaschutzstiftung Jena-Thüringen gegründet. Das Stiftungskapital beträgt zum 31.12.2021 4,75 Mio. Euro.

#### Jenawohnen GmbH
Die Jenawohnen GmbH (Jenawohnen) ist ein Wohnungsunternehmen mit Sitz in Thüringen. Ihre Haupttätigkeit besteht in der Vermietung von Wohnungen, insbesondere am Standort Jena. Darüber hinaus vermietet die Gesellschaft Gewerbeeinheiten, Stellplätze, Garagen und Gärten.
Jenawohnen betreut über 14.000 eigene Wohnungen in Jena, Blankenhain und Hermsdorf. Der Marktanteil in Jena beträgt 24 % am gesamten Wohnungsbestand der Stadt. Die Gesellschaft steht zu 94 % im unmittelbaren Eigentum der Stadtwerke Energie Jena-Pößneck GmbH und zu 6 % im unmittelbaren Eigentum der Stadt Jena, zugeordnet dem Sondervermögen „Kommunale Immobilien Jena“ (KIJ) – einem Eigenbetrieb der Stadt.
2005 gründete Jenawohnen die Wohndienstjena GmbH (Wohndienstjena), eine Tochtergesellschaft, die zu 100 % von Jenawohnen gehalten wird. Das Hauptgeschäft von Wohndienstjena ist die Verwaltung von Wohneigentumsanlagen in Jena. Die Gesellschaft hat die Aufgabe, den verwalteten Bestand zu erhalten und zu erweitern, sowie die Wirtschaftlichkeit des Unternehmens zu sichern. Darüber hinaus übernimmt Wohndienstjena Geschäftsbesorgungen für Unternehmen innerhalb der Stadtwerke Jena Gruppe, wie beispielsweise die Konzeption und den Betrieb eines zukünftigen gemeinsamen Servicecenters und die Entwicklung neuer Geschäftsfelder.

#### Jenaer Nahverkehr GmbH
Die Jenaer Nahverkehr GmbH mit Sitz in Jena ist zu 95 % eine Tochtergesellschaft der Stadtwerke Jena GmbH. Der zweite Gesellschafter ist der Saale Holzland Kreis. 2022 übernahm die Jenaer Nahverkehr GmbH die JES Verkehrsgesellschaft mbH (JES). Die Anteile an der Tochtergesellschaft betragen 100 %. Die Dienstleistungsbereiche von beiden Unternehmen sind Teil der Stadtwerke Jena Gruppe und umfassen beispielsweise Mobilität sowie Wohnen in der Stadt Jena und der Region.
Der Jenaer Nahverkehr ist im Bereich der Bereitstellung des öffentlichen Personennahverkehr (ÖPNV) in der Stadt Jena und im Saale-Holzland-Kreis tätig. Das Streckennetz wird durch den Bereich E-Mobilität (etwa die Bereitstellung von E-Roller-Sharing sowie den Einsatz von Elektrobussen) ergänzt.
Neben dem ÖPNV generiert das Unternehmen zusätzliche Einnahmen durch Nebengeschäfte. Hierzu gehören seit 2020 der Verkauf von Kraftstoffen sowie das Fuhrparkmanagement für die Stadtwerke Jena Gruppe und der Betrieb einer PKW-Waschanlage.
Die JES und der Jenaer Nahverkehr sind als Partner im Verkehrsverbund Mittelthüringen (VMT) eingebunden.

#### Jenaer Bäder und Freizeit GmbH
Die Jenaer Bäder und Freizeit GmbH (Bädergesellschaft) ist zu 100 % Tochtergesellschaft der Stadtwerke Jena GmbH.
Die Bädergesellschaft hat ihren Geschäftssitz in der Stadt Jena und betreibt das Freizeitbad GalaxSea in Jena-Winzerla sowie die Freibäder Ost- und Südbad und die Schwimmhalle Jena-Lobeda. Der Schwerpunkt der Geschäftstätigkeit liegt auf dem Betrieb des Freizeitbades GalaxSea, einschließlich Bade- und Saunabetrieb, Schwimm-, Fitness- und Präventionskursen, Wellness- und Physiotherapieangeboten und gastronomischer Versorgung. Zusätzlich betreibt die Bädergesellschaft die Schwimmhalle Jena-Lobeda, hauptsächlich für Vereine und Schulen in Jena für das Schulschwimmen.

#### JenA4 GmbH
Die Jena4 GmbH ist eine Tochtergesellschaft der Jena Stadtwerke GmbH, die 67 % der Anteile hält.
Die Gesellschaft hat ihren Sitz in Jena und ist für die Entwicklung, Erschließung und Vermarktung von Liegenschaften in der Stadt Jena und in ihrer näheren Umgebung zur Ansiedlung von Gewerbebetrieben zuständig.

#### Service Gesellschaft Jena mbH
Die Service Gesellschaft Jena mbH (SGJ) ist eine vollständige Tochtergesellschaft der Stadtwerke Jena GmbH.
Die Gesellschaft ist für die Ausführung von Entsorgungs-, Transport- und Reinigungsleistungen, der Betrieb der Deponie, die Straßenreinigung und den Winterdienst, die Durchführung von Hoch- und Tiefbauarbeiten, die Erbringung von gärtnerischen Leistungen, die Instandhaltung von Straßenbeleuchtungskörpern sowie die Durchführung von Bestattungsleistungen, einschließlich des Betriebes eines Krematoriums, zuständig.

#### Verkehrslandeplatz Jena Schöngleina GmbH
Die Verkehrslandeplatz Jena Schöngleina GmbH ist eine Tochtergesellschaft der Jena Stadtwerke GmbH, die 50 % der Anteile hält.
Die Gesellschaft hat ihren Sitz in Schöngleina und ist für den Betrieb und die Entwicklung des Verkehrslandeplatzes Jena Schöngleina zuständig.

## Auszeichnungen
2013, 2015 und 2018 wurden Unternehmen der Stadtwerke Jena Gruppe mit dem Jenaer Familiensiegel des Jenaer Bündnisses für Familie ausgezeichnet.

## Engagement
Die Stadtwerke Jena fördern ehrenamtliche Projekte in der Region Jenas, beispielsweise im Rahmen des Förderprogramms „Stadtwerke-Heimvorteil“, das Vereine in Jena und Pößnckeck unterstützt. Im Februar 2023 spendeten Mitarbeiter des Unternehmens für die Jugendarbeit der Freiwilligen Feuerwehr in Jena.
Ein Tochterunternehmen der Stadtwerke Jena – die Stadtwerke Energie Jena-Pößneck – sponsert seit 1999 die Trikots des Fußballvereins FC Carl Zeiss Jena.